# Trilogía del Sprawl
La Trilogía del Sprawl (también conocida como trilogía de Neuromante, del Ciberespacio o Trilogía de la Matriz) es el primer conjunto de novelas de William Gibson. Se compone de:
- Neuromante (1984)
- Conde Cero (1986)
- Mona Lisa acelerada (1988)

Todas ellas se ubican en la misma ficción futurista, y se entrelazan sutilmente al compartir temas y personajes, aunque en primera instancia estos nexos pueden pasar inadvertidos.
Las historias cortas de Gibson Johnny Mnemonic, Hotel New Rose y Quemando cromo comparten el mismo universo de ficción, y hay referencias a sus personajes y situaciones en la trilogía del Sprawl.
Sprawl viene de ensanche, que se refiere a la gran masa urbana de megalópolis creadas en un futuro no demasiado lejano, alrededor de las grandes ciudades (Tokio, por ejemplo).

## Argumento
Las novelas se establecen en un futuro cercano, en un mundo distópico, dominado por grandes corporaciones y una ubicua tecnología, que emerge después de una limitada Tercera Guerra Mundial. 
Los eventos de las novelas están espaciados a lo largo de 16 años, y aunque aparecen personajes comunes, cada novela cuenta una historia propia sin ligaduras que obliguen a leer las demás. La trilogía ocurre en un mundo dominado por las corporaciones que desarrollan tecnología, en especial la Hosaka y la Maas que están en una lucha permanente por la supremacía tecnológica. William Gibson se centra en los efectos de la tecnología, como las inintencionadas consecuencias al filtrarse la investigación de los laboratorios a la calle, donde encuentra nuevos propósitos.
El tema principal de la trilogía, es la descripción de una inteligencia artificial (IA) que elimina sus limitaciones de programación para convertirse en algo más. Este algo se refiere a la suma de todo el conocimiento humano, similar al concepto de singularidad tecnológica de Vernor Vinge. En las historias, esto se explica con la IA convirtiéndose en una representación consciente de la red, en cuyo punto se revela que llegó a conocer a otra IA similar de Alpha Centauri. Por razones no explicadas, esto provoca una fractura en su consciencia.
Gibson explora un mundo de conexiones directas hombre-máquina, donde emergen máquinas inteligentes y un espacio global de información que él llama la matriz.

## Elementos de la Historia
Para más información, Ciberespacio, Megacorporación, ICE